# Basel-Stadt

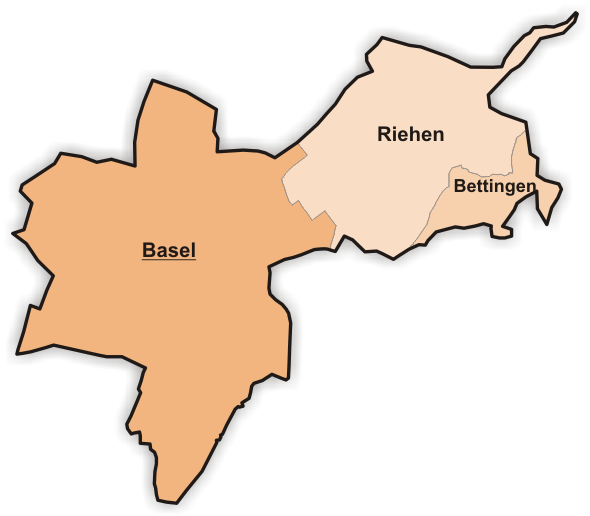
Karta över kantonen Basel-Stadts kommuner.

Kanton Basel-Stadt (lyssna (fil), betyder ungefär Basels stadskanton) är en halvkanton i norra Schweiz. Kantonen består av staden Basel samt två kommuner, strax nordost om Basel.

## Historia
Kantonen bildades år 1833, då kantonen Basel delades upp i halvkantonerna Basel-Landschaft och Basel-Stadt.

## Geografi
Basel-Stadt är Schweiz till ytan minsta kanton och består endast av tre kommuner: 
- Basel
- Bettingen
- Riehen

Basel-Stadt gränsar i söder till halvkantonen Basel-Landschaft samt i norr till Tyskland och Frankrike.

## Demografi
Kantonen Basel-Stadt hade 196 735 invånare (2020). Majoriteten av befolkningen är tysktalande.
| Talade språk i Basel-Stadt (2019)                          | Talade språk i Basel-Stadt (2019) | Talade språk i Basel-Stadt (2019) | Talade språk i Basel-Stadt (2019) | Talade språk i Basel-Stadt (2019) |
| ---------------------------------------------------------- | --------------------------------- | --------------------------------- | --------------------------------- | --------------------------------- |
|                                                            |                                   |                                   |                                   |                                   |
|                                                            |                                   |                                   |                                   |                                   |
| Tyska                                                      | Tyska                             |                                   | 76,4 %                            | 76,4 %                            |
| Franska                                                    | Franska                           |                                   | 5,2 %                             | 5,2 %                             |
| Italienska                                                 | Italienska                        |                                   | 5,9 %                             | 5,9 %                             |
| Rätoromanska                                               | Rätoromanska                      |                                   | 0,1 %                             | 0,1 %                             |
| Engelska                                                   | Engelska                          |                                   | 11,2 %                            | 11,2 %                            |
| Övriga                                                     | Övriga                            |                                   | 26,9 %                            | 26,9 %                            |
| Möjlighet fanns att välja upp till tre stycken huvudspråk. |                                   |                                   |                                   |                                   |